# Пако, Нуки и Лола
«Пако, Нуки и Лола» (фр. Paco, Nouky et Lola) — французско-бельгийско-люксембургский мультсериал, премьера которого состоялась в 2008 году. Являлся продолжением мультсериала «Нуки и его друзья».

## Синопсис
Зритель становится свидетелем повседневной жизни трёх друзей: ослика Пако, медвежонка Нуки и коровы Лолы. Они живут одни в большом доме, который часто служит местом для эпизодов, в которых троица занимается детскими делами. В большинстве случаев какой-то триггер, часто сверхъестественный, позволяет создать более непредсказуемый сценарий. Четвёртая стена также очень часто ломается с целью вовлечь ребёнка в просмотр, поскольку этот сериал описан как «развлекательно-образовательный и интерактивный, позволяющий мечтать, изобретать и учиться» (фр. «ludo-éducative et interactive pour rêver, inventer et apprendre»).

## Трансляция в России
В России мультсериал «Пако, Нуки и Лола» транслировался на канале «ТелеНяня» (позднее — «Карусель»).